# تپه پوجه
تپه پوجه مربوط به عصر آهن است و در شهرستان گرمی، بخش موران، دهستان اجارود شرقی، روستای شلوه علیا واقع شده و این اثر در تاریخ ۳۰ بهمن ۱۳۸۶ با شمارهٔ ثبت ۲۱۰۴۶ به‌عنوان یکی از آثار ملی ایران به ثبت رسیده است.